# Coridone

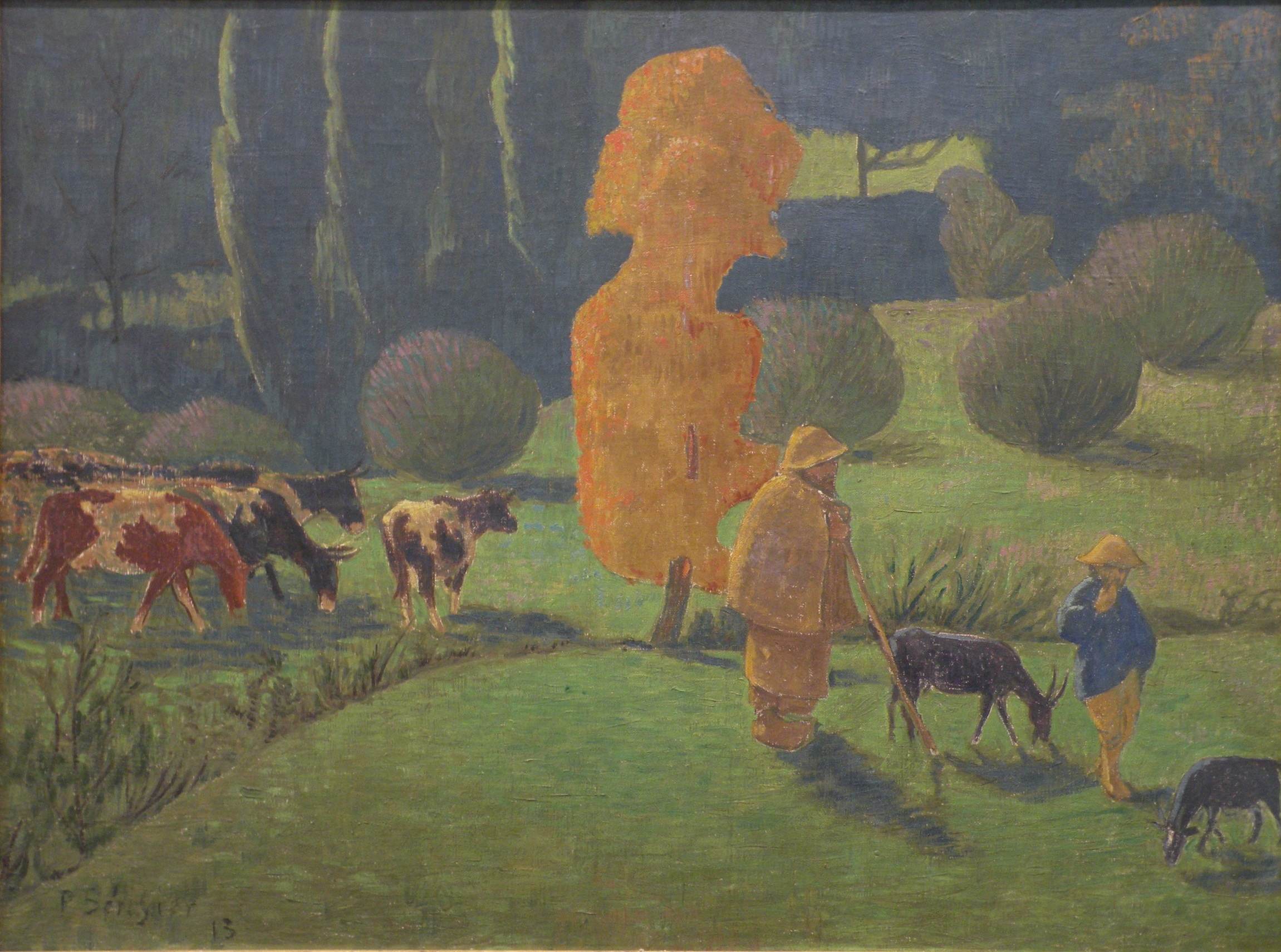
Il pastore Coridone di Paul Sérusier (1913), olio su tela (Le Havre, MuMA).

Coridone è un nome maschile usato dai poeti bucolici dell'antichità per figure di pastori, derivante forse dal greco κόρυδος (korydos), uccello dalla voce particolarmente dolce (l'allodola).
Il nome è stato utilizzato anche da Virgilio per il protagonista della seconda ecloga delle Bucoliche. Coridone è un umile pastore acceso d'amore per il bellissimo Alessi, giovane schiavo del ricco Iolla. Ma non potrà mai soddisfare il suo desiderio, in quanto Iolla e Alessi si amano. A Coridone non resta che piangere e inveire per l'atteggiamento del giovinetto.
Una ripresa in epoca moderna si deve allo scrittore francese André Gide, che dette il titolo ad una sua opera, il Corydon appunto, saggio scritto sotto forma di dialogo socratico in difesa dell'omosessualità.